# Radyr and Morganstown
Radur a Threforgan
Radyr and Morganstown (appellation anglaise) ou Radur a Threforgan (appellation galloise) est une communauté de la cité et comté de Cardiff, au pays de Galles.
Administrée par un conseil de communauté, elle couvre les agglomérations de Radyr et de Morganstown, situées au nord-ouest du Centre-Ville. Selon le recensement de 2011, la communauté compte 6 417 habitants.

## Géographie
Jusqu’en 1995, la section électorale de Radyr and Saint Fagans sert de circonscription d’élection à un membre du conseil de Cardiff. Toutefois, à partir de 1999, une autre section électorale, Radyr (en), est utilisée pour les élections locales.

## Démographie
La communauté compte 6 417 habitants selon le recensement de 2011.

### Sources
- (en) Cet article est partiellement ou en totalité issu de l’article de Wikipédia en anglais intitulé « Radyr and Morganstown » (voir la liste des auteurs).

1. ↑  « Radyr and Morganstown Parish: Local Area Report », sur le site de Nominis (données du recensement de 2011) [lire en ligne].